# Pettis Township (comté d'Adair, Missouri)
Pettis Township est un township du comté d'Adair dans le Missouri, aux États-Unis,. En 2010, le township comptait une population de 324 habitants. Le township est baptisé en référence à Spencer Darwin Pettis (en), politicien du Missouri, mort à l'occasion d'un duel.

## Source de la traduction
- (en) Cet article est partiellement ou en totalité issu de l’article de Wikipédia en anglais intitulé « Pettis Township, Adair County, Missouri » (voir la liste des auteurs).